# Quinceañera
A Quinceañera (spanyol, jelentése: ’A tizenöt éves lány’) a Televisa által 1987–1988-ban készített mexikói filmsorozat Adela Noriega és Thalía főszereplésével, a producer Carla Estrada. Különlegessége, hogy az első olyan mexikói telenovella, amellyel a fiatalkorúakat célozták meg. Alapvetően azzal a céllal készült, hogy a fiatal lányok nem kívánt terhességének megelőzésére hívja fel a figyelmet. Magyarországon nem vetítették.

## Összefoglaló
A történet szerint Beatriz (Thalía) egy jómódú család leánya. Ő és barátnője, Maricruz (Adela Noriega), aki nem annyira gazdag, a 15. születésnapjukhoz közelednek, amely a felnőtté válás kora. Beatriz beleszeret Maricruz testvérébe, a fiatalember pedig kihasználva őt teherbe ejti.
A sorozat sok vihart kavart a mexikói médiában annak a ténynek köszönhetően, hogy Beatriz ilyen fiatal korban esik teherbe, aminek eredményeként a sajtó számos figyelemfelhívó írást jelentetett meg arról, hogy a gyerekek sokszor téves információt kapnak szüleiktől a nemi élettel kapcsolatban. A történet így különösen felkeltette azon fiatalok a figyelmét, akik már kerültek hasonló kínos helyzetbe.

## Szereposztás
| - Adela Noriega – Maricruz - Thalía – Beatriz - Ernesto Laguardia – Pancho - Armando Araiza – Chato - Julieta Egurrola – Carmen - Sebastián Ligarde – Memo - Fernando Ciangherotti – Sergio - Nailea Norvind – Leonor - Rafael Rojas – Gerardo - Blanca Sánchez – Ana María - Omar Fierro – Arturo - Inés Morales – Elvira - Maricarmen Vela – Enriqueta - Roberto Ballesteros – Antonio - Karen Sentíes – Teresa - Gabriela Goldsmith - Jorge Lavat – Roberto - Julieta Bracho – Palmira - Silvia Caos – Consuelo - René Muñoz – Timo |  | - Abraham Méndez – Ernesto - Rosario Granados – Rosalía - Carlos Espejel – Reintegro - Luis Bayardo – Ramón - Roberto Carrera – Joaquín - Alejandra Gollas – Adriana - Margarita Sanz – Edwiges - Ana Bertha Espín – Elisa - Cristopher Lago – Carlitos - Lucero Lander – Alicia - Meche Barba – Lupe - Marta Aura – Gertrudis - Ricardo de Loera - Alicia Montoya – Licha - Lucha Moreno – Virginia - Ana Silvia Garza – Sofía - Teo Tapia – Lic. De la Barrera - Ana María Aguirre – Cristina - Pancho Muller – Toluco |